# ابن جماز
ابن جماز اسمه الكامل هو سليمان بن محمد بن مسلم بن جماز ويكنى أبو الربيع.
وفاته: مات بعد السبعين ومائة.
روى القراءة عرضاً على أبي جعفر وشيبة، ثم عرض على نافع، وأقرأ بحرف أبي جعفر ونافع وهو مقرئ جليل، ضابط نبيل، مقصود في قراءة نافع وأبي جعفر.